# 新田権右衛門町
新田権右衛門町（にったごんえもんちょう）は、群馬県太田市にある地名（町丁）。郵便番号は370-0355。

## 概要
綿打地区にある町丁。

## 地理
西部は伊勢崎市に接している。

### 新田権右衛門町内の区
新田権右衛門町（綿打地区）の行政区の一覧。
| 地区     | 行政区       | 読み                     | 区域                                                     |
| -------- | ------------ | ------------------------ | -------------------------------------------------------- |
| 綿打地区 | 上中溜池権萩 | かみなかためいけごんはぎ | 新田五右衛門町、新田上中町、新田溜池町、新田萩町の各一部 |

### 近隣町丁
- 大久保町
- 新田萩町
- 新田上中町

## 世帯数と人口
2022年（令和4年）3月31日現在の世帯数と人口は以下の通りである。
| 町丁           | 世帯数 | 人口 |
| -------------- | ------ | ---- |
| 新田権右衛門町 | 27世帯 | 79人 |

## 小・中学校の学区
市立小・中学校に通う場合、学区は以下の通りとなる。
| 番地                 | 小学校             | 中学校             |
| -------------------- | ------------------ | ------------------ |
| 上中溜池権萩（全域） | 太田市立綿打小学校 | 太田市立綿打中学校 |

## 交通

### 鉄道
町内に鉄道は通っていない。